# Galapagorhynchus hoxholdi
Galapagorhynchus hoxholdi är en plattmaskart som beskrevs av Artois och Schockaert 1999. Galapagorhynchus hoxholdi ingår i släktet Galapagorhynchus och familjen Polycystididae. Inga underarter finns listade i Catalogue of Life.